# 다라정 (폐지)
다라정(多良町)은 사가현 후지쓰군에 있던 정이다. 현재의 다라정(太良町)에 해당한다.

## 역사
- 1889년 4월 1일 - 정촌제 시행에 의해 후지쓰군 다라촌이 성립하였다.
- 1914년 - 해일로 인해 큰 피해를 입었다.
- 1949년 - 다라촌에서 진료소가 개설되었다.
- 1953년 -  정으로 승격해 다라정이 되었다.
  - 동년, 오우라 보육원이 개원하였다.
- 1955년 2월 11일 - 오우라촌과 합병해 다라정(太良町)이 신설하여 폐지되었다.

## 교통

### 철도
- 일본국유철도
  - 나가사키 본선

## 참고문헌
- 角川日本地名大辞典 41 佐賀県
- 『市町村名変遷辞典』東京堂出版、1990年。